# Joan Arbil
Joan Arbil (nascuda el 1937) és una escaquista turca, d'origen estatunidenc. Nascuda als Estats Units, Joan Arbil es va casar amb un diplomàtic turc, Erdinç Arbil, i s'inicià en els escacs l'any 1967. Van viure a Esmirna, on Joan Arbil fou una de les fundadores de l'Associació d'Escacs d'Esmirna (İzmir Satranç Derneği) el 1974, des d'on participà en els campionats nacionals d'escacs, durant molts anys, fins a la mort del seu marit el 1993. Joan Arbil viu actualment als Estats Units.

## Resultats destacats en competició
Arbil fou campiona femenina de Turquia el 1980 i 11a al torneig Acròpolis el mateix any. Arbil ha representat Turquia en tres Olimpíades d'escacs, a Lucerna, Tessalònica i Dubai, com a integrant de la selecció nacional turca, entre 1982 i 1986.